# Eduard Streltsov
Eduard Anatolyevich Streltsov (tiếng Nga: Эдуа́рд Анато́льевич Стрельцо́в (21 tháng 7 năm 1937–22 tháng 7 năm 1990) là một cầu thủ bóng đá người Liên Xô. Ông chơi ở vị trí tiền đạo cho Torpedo Moskva và đội tuyển quốc gia Liên Xô trong những năm 1950 và 1960. Là một hình mẫu cầu thủ tấn công mạnh mẽ và khéo léo, Strelsov là cầu thủ ghi được nhiều bàn thắng thứ tư cho Liên Xô và được đánh giá là "cầu thủ sân cỏ vĩ đại nhất mà nước Nga từng sản sinh ra". Ông còn được mệnh danh là "Pelé của Nga".
Sinh ra và lớn lên ở phía đông thủ đô Moskva, Streltsov gia nhập Torpedo năm lên 16. Hai năm sau, năm 1955, ông có trận ra mắt đầu tiên cho Đội tuyển quốc gia Liên Xô và trở thành một phần trong đội hình giành huy chương vàng tại Thế vận hội Melbourne 1956, đồng thời xếp thứ bảy trong cuộc đua bầu chọn Quả bóng Vàng 1957. Tuy nhiên, sự nghiệp đầy hứa hẹn của Strelsov sau đó lại gián đoạn hết sức đáng tiếc bởi một vụ bê bối hiếp dâm. Ông bị bắt với các buộc cưỡng hiếp một phụ nữ ngay trước thềm World Cup 1958 và đứng trước nguy cơ trải qua 12 năm thụ án trong trại lao động cưỡng bức Gulag.
Streltsov đã được tha bổng chỉ sau năm năm. Đến năm 1965, ông tiếp tục sự nghiệp của mình tại Torpedo Moskva. Ngay trong mùa đầu tiên trở lại, ông giúp câu lạc bộ giành chức vô địch Liên Xô. Năm 1968, ông cùng Torpedo giành cúp Liên Xô. Với tài năng và bản lĩnh, Streltsov hiên ngang trở lại đội hình đội tuyển quốc gia vào năm 1966 và liền hai năm liên tiếp (năm 1967 và 1968), được bầu chọn là Cầu thủ xuất sắc nhất năm của Liên Xô. Vào thời điểm giải nghệ, Streltsov là người tiên phong trong các sáng kiến như đường chuyền gót chân, được biết đến rộng rãi với cái tên "đường chuyền của Streltsov". Chân sút trứ danh qua đời ở Moskva vào năm 1990. Sáu năm sau, Torpedo đổi tên sân nhà của họ thành "Sân vận động Eduard Streltsov" để vinh danh ông. Nhiều bức tượng cũng được dựng bên ngoài nhiều sân vận động trên khắp nước Nga cũng như ở Tổ hợp Olympic Luzhniki tại Moskva.

## Thời niên thiếu
Ngày 21 tháng 7 năm 1937, cậu bé Eduard Anatolyevich Streltsov chào đời ở Perovo, một quận phía đông của Moskva. Cha cậu là Anatoly Streltsov, một binh lính tuyến đầu và là sĩ quan tình báo. Mẹ cậu là bà Sofia Frolovna. Anatoly đã không trở về với gia đình sau Thế chiến thứ hai, thay vào đó chọn cách định cư một mình ở Kiev. Vì lẽ đó, Sofia đã tự mình nuôi dạy con trai. Cô làm việc tại Nhà máy Cắt xén Dụng cụ Fraser để kiếm tiền nuôi hai mẹ con. Streltsov sống trong một nền giáo dục khiêm tốn, nơi cậu được tự do phát huy sở trường chơi bóng của mình và theo đuổi đội bóng yêu thích, Spartak Moskva.
Nhà máy đã nhận ra tài năng của Streltsov ngay từ khi còn trẻ. Cậu trở thành cầu thủ trẻ nhất của đội bóng đá Nhà máy Fraser khi mới 13 tuổi. Ba năm sau, vào năm 1953, một trận giao hữu được tổ chức giữa Fraser và một đội trẻ từ Torpedo Moskva. Streltsov đã gây ấn tượng với huấn luyện viên Torpedo, Vasily Provornov. Kể từ đó, cậu nhóc thích chơi bóng ngày nào rời Fraser để bắt đầu sự nghiệp tại Torpedo.

## Sự nghiệp

### Giai đoạn đầu tiên
Ở tuổi 16, Streltsov ra mắt cho Torpedo trong mùa giải 1954, xuất hiện trong mọi trận đấu và ghi bốn bàn thắng. Đội xếp chung cuộc thứ chín cuối mùa, tụt sáu bậc so với năm trước đó. Trong mùa giải thứ hai, Streltsov là cầu thủ ghi bàn nhiều nhất giải đấu, với 15 bàn sau 22 trận, giúp đội bóng vươn lên vị trí thứ tư. Sự xuất sắc này giúp Streltsov được chọn vào đội tuyển quốc gia Liên Xô vào năm 1955, vào giữa mùa giải. Ông có trận ra mắt đầu tiên trong màu áo đội tuyển quốc gia trước trận giao hữu với Thụy Điển tại Stockholm vào ngày 26 tháng 6. Trong trận đấu đó, Streltsov hat-trick chỉ vỏn vẹn trong 45 phút đầu tiên của hiệp một. Đội Liên Xô còn ghi thêm 3 bàn thắng nữa để thắng chung cuộc 6-0. Trong lần xuất hiện thứ hai với Ấn Độ, ông một lần nữa ghi ba bàn. Vào đầu năm 1956, Streltsov có mặt tại Hungary và ghi một bàn thắng vào lưới Pháp. Tính đến lúc đó, chàng trai Perovo ngày nào đã ghi được bảy bàn thắng cho Liên Xô trong bốn trận đấu. Sau khi ghi bàn trong trận đấu với Đan Mạch vào tháng 4 năm 1956, ông bỏ lỡ ba trận đấu quốc tế trước khi trở lại vào tháng 9 với một bàn thắng sau ba phút trong chiến thắng 2-1 trước Tây Đức. Ở góc độ câu lạc bộ, Streltsov tiếp tục ghi bàn đều đặn cho Torpedo, với 12 bàn thắng trong mùa giải 1956. Ông cũng xuất hiện trong hai trận thua liên tiếp của Liên Xô trước thềm Thế vận hội Olympic ở Melbourne vào tháng 11 năm 1956. Streltsov đã ghi ba bàn trong chiến thắng 16-2 trước Australia trong trận đấu không chính thức vào ngày 15 tháng 11 trước khi có bàn thắng muộn màng giúp Liên Xô hạ gục Đội tuyển Đức Thống nhất chín ngày sau đó. Liên Xô giành chiến thắng trong trận tái đấu gặpIndonesia ở tứ kết để đối đầu Bulgaria trong trận bán kết.
Trận đấu có kết quả 0-0 sau 90 phút, với việc hậu vệ Nikolai Tishchenko và đồng đội của Streltsov tại Torpedo là Valentin Ivanov đều bị chấn thương, đội Liên Xô chỉ có chín cầu thủ phù hợp khi Bulgaria ghi bàn sớm trong hiệp phụ. Màn trình diễn của Streltsov sau đó được nhà báo Jonathan Wilson mô tả là "tuyệt vời". Ông tự mình ghi bàn gỡ hòa vào phút thứ 112 rồi kiến tạo cho Boris Tatushin của Spartak Moskva sút tung lưới đối thủ bốn phút sau đó để giúp Liên Xô lội ngược dòng giành chiến thắng với tỉ số 2-1. Streltsov sau đó bị ném lên ghế dự bị và bỏ lỡ trận chung kết với Nam Tư vì huấn luyện viên Gavriil Kachalin, tin rằng hai cầu thủ tiền đạo nên là đồng đội của cùng một câu lạc bộ, và vì Ivanov không thích hợp nên Streltsov cũng bị loại. Nikita Simonyan, người thay thế Streltsov, đã chính tay trao cho Streltsov chiếc huy chương vàng mà ông xứng đáng được hưởng sau chiến thắng nghẹt thở 1-0 trước Nam Tư. Tuy nhiên, Streltsov từ chối và nói rằng "Nikita, tôi sẽ còn giành được nhiều danh hiệu khác". Trong cuộc bỏ phiếu Quả bóng Vàng 1956 sau đó, Streltsov chỉ giành được hai phiếu.
Năm 1957, Streltsov ghi bàn khai cuộc trong chiến thắng tưng bừng 2-0 trước Ba Lan trong trận play-off vòng loại World Cup 1958. Chiến thắng này giúp Liên Xô đủ điều kiện tham dự kì World Cup một năm sau đó. Ở cấp độ câu lạc bộ, ông ghi 12 bàn sau 15 trận đấu trong mùa giải 1957, giúp Torpedo, đội bóng không bao giờ vô địch giải đấu và theo truyền thống bị lu mờ bởi các đối thủ địa phương như CSKA, Dynamo và Spartak, kết thúc mùa giải với tư cách là á quân của Liên đoàn hàng đầu Liên Xô. Vào cuối mùa giải đó, Streltsov đứng thứ bảy trong cuộc bầu chọn Quả bóng Vàng 1957, với 12 phiếu. Đầu năm 1958, Streltsov chạm cột mốc vô tiền khoáng hậu với 18 bàn sau 20 trận. Ông cũng ghi được năm bàn thắng trong tám trận đấu đầu tiên của mùa giải Top League 1958 và xuất hiện trong trận hòa giao hữu 1-1 trước Đội tuyển Anh tại Moskva vào ngày 18 tháng 5 năm 1958.

### Bê bối hiếp dâm

#### Cáo buộc
Bên cạnh sự nghiệp lẫy lừng trên sân cỏ, Streltsov còn khét tiếng lăng nhăng, nghiện rượu cũng như sống xa hoa. Thậm chí, ông còn để tóc của mình theo phong cách "Teddy Boy". Là một nhân vật quan trọng ở cấp độ câu lạc bộ nói riêng và cho đội tuyển quốc gia nói chung, những đặc điểm này kết hợp với nhau khiến giới quan chức phải chú ý đến ông, như cái cách mà Wilson từng nói: "Streltsov đã trở nên nổi tiếng quá mức cần thiết". Vấn đề này càng nóng hơn bởi một mối quan hệ mập mờ giữa ông và Svetlana Furtseva, cô con gái 16 tuổi của nữ thành viên Bộ Chính trị đầu tiên là Nikolina Furtseva, một người có quan hệ gần gũi với Tổng Bí thư Nikita Khrushchev. Trước việc cô con gái rượu của mình mê mẩn anh chàng tiền đạo 19 tuổi, mẹ cô sau đó tìm gặp ông tại lễ ăn mừng chiến thắng Olympic năm 1956 tổ chức tại Điện Kremlin vào đầu năm 1957. Furtseva đề nghị Streltsov kết hôn với con gái mình. Tuy nhiên, ông đã từ chối, lấy lý do: "Tôi đã có một vị hôn thê và tôi không thể kết hôn với cô ấy [Svetlana]". Mặc dù vậy, chỉ một lát sau, trong lúc Streltsov say rượu, người ta nghe ông nói thế này: "Tôi sẽ không bao giờ cưới con khỉ đó" hoặc cũng có thể: "Tôi thà bị treo cổ hơn là cưới một cô gái như vậy" (cả hai câu nói đều được trích dẫn lại).
Streltsov bí mật đính hôn với Alla Demenko trước khi lên đường đến Thế vận hội. Cặp đôi kết hôn vào ngày 25 tháng 2 năm 1957 khi ông giữa chừng chuẩn bị cho mùa giải mới. Cục Bóng đá Liên Xô chỉ trích cả ông lẫn câu lạc bộ chủ quản về thời gian tổ chức buổi lễ. Đảng Cộng sản Liên Xô dường như cũng không tin tưởng Streltsov, khi coi ông là một kẻ có khả năng trốn sang Tây Âu. Trong các chuyến du đấu ở nước ngoài cùng Torpedo, ông đã thu hút sự quan tâm của các câu lạc bộ ở Pháp và Thụy Điển. Trong hồ sơ của ông lưu tại kho của Đảng Cộng sản Liên Xô, người ta tìm thấy lời bình luận sau: "Theo nguồn tin được xác minh, Streltsov nói với bạn bè vào năm 1957 rằng anh ta luôn cảm thấy tiếc nuối mỗi khi quay trở lại Liên Xô sau những chuyến du đấu nước ngoài." Sau khi bị đuổi khỏi sân trong một trận đấu ở Odessa vào tháng 4 năm 1957, tờ báo thể thao chính thức của chính phủ, Sovetsky Sport đã cho đăng một bài viết với tựa đề "Đây không phải là anh hùng", đính kèm những lá thư được viết bởi các thành viên của "giai cấp vô sản", trong đó mô tả Streltsov như một "ví dụ về tệ nạn của chủ nghĩa đế quốc phương tây".

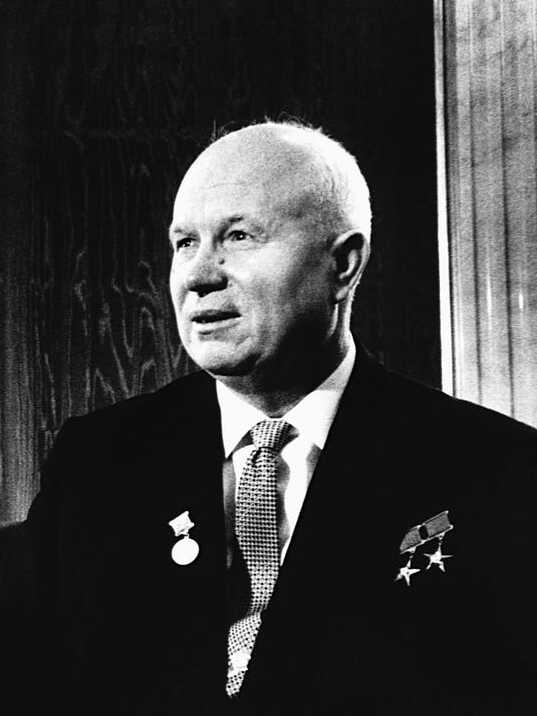
Thủ tướng Liên Xô Nikita Khrushchev năm 1961. Theo ông Gavriil Kachalin, người quản lý đội bóng đá quốc gia, Khrushchev đã trực tiếp tham gia vào vụ án Streltsov.

Một tuần sau khi xuất hiện trong trận đấu khởi động cho chiến dịch World Cup 1958 trước tuyển Anh, Streltsov được một sĩ quan quân đội Liên Xô (Eduard Karakhanov) mời đến một bữa tiệc dự định sẽ tổ chức vào ngày 25 tháng 5 tại dacha của ông. Lúc bấy giờ, Streltsov và phần còn lại của đội tuyển Liên Xô đang ở trong một trại huấn luyện tại Tarasovka, ngay bên ngoài thủ đô Moskva, nhưng hôm đó cả đội được nghỉ. Vào cuối ngày, các cầu thủ phải trình diện với chính quyền tại sân vận động Dynamo lúc 4:30 chiều, nhưng Streltsov và hai đồng đội Mikhail Ogonkov và Boris Tatushin (chơi cho Spartak) đã bỏ qua quy tắc này và trốn đi dự tiệc. Tại bữa tiệc, một phụ nữ 20 tuổi tên là Marina Lebedeva cũng tham dự, người mà Streltsov chưa bao giờ gặp. Sáng hôm sau, Streltsov, Ogonkov và Tatushin đều bị bắt và bị buộc tội cưỡng hiếp cô.
Nhà báo Kevin O'Flynn cho rằng việc Streltsov  uống nhiều rượu trong bữa tiệc khiến cho những bằng chứng chống lại ông trở nên "mơ hồ và mâu thuẫn", ngay cả bằng chứng do Lebedeva cung cấp cũng khó tin. Sau này, trước khi Streltsov qua đời, huấn luyện viên đội tuyển Liên Xô, ông Gavriil Kachalin đã tiết lộ chính những quan chức cấp cao trong Đảng Cộng sản đã ra lệnh rằng không ai được phép giúp đỡ các cầu thủ. Kachalin nói rằng cảnh sát cho ông biết rằng Khrushchev có dính líu với vụ việc, và mọi chuyện được thúc đẩy bởi mối tư thù của Furtseva. Theo người đồng đội của Streltsov là Nikita Simonyan, Streltsov đã viết về nhà cho mẹ, nói rằng ông "đang bị ai đó đứng sau đổ vấy". Tuy Simonyan khẳng định Streltsov và Lebedeva đã ngủ cùng nhau, đồng thời không tin rằng cuộc gặp của họ là một sự sắp xếp có chủ đích, nhưng lại không chắc chắn về việc liệu Streltsov có cưỡng hiếp cô hay không. Simonyan gợi ý rằng có thể hai người họ đã đồng thuận quan hệ tình dục, và mọi thứ sau cùng đã biến thành một cáo buộc cưỡng hiếp "có hệ thống", mà theo Simonyan, mục tiêu là nhắm đến các tiền đạo Torpedo. Tuy nhiên, trong cùng một cuộc phỏng vấn, Simonyan cũng tiết lộ những bức ảnh chụp cả Lebedeva và Streltsov ở thời điểm phiên tòa diễn ra, bao gồm một bức ảnh trong đó khuôn mặt tiền đạo Torpedo "bị rạch từ mũi đến xương gò má với ba vết xước song song". "Có khả năng các bức ảnh đã được chắp vá hoặc các thương tích xảy ra vào ngày hôm sau", Wilson bình luận, "nhưng ngành tư pháp của Liên Xô hiếm khi yêu cầu đến bằng chứng nguy hại như vậy." Vợ của Streltsov đã đệ đơn ly hôn ngay sau khi những lời buộc tội được đưa ra. Ngoài bản thân Streltsov, các thành viên duy nhất của đội có mặt tại phiên tòa của ông vào thời điểm đó là Ogonkov và Tatushin. Họ đều có mặt với tư cách nhân chứng.

#### Bản án
Streltsov thú nhận tội trạng sau khi được hứa hẹn cho phép giữ vị trí của mình trong đội tuyển Liên Xô cho World Cup 1958. Tuy nhiên, điều này đã không xảy ra. Thay vào đó, Streltsov bị kết án mười hai năm trong các trại lao động cưỡng bức ở Gulag, đồng thời cấm trở lại với bóng đá chuyên nghiệp dưới bất kỳ hình thức nào. Kế hoạch tuần hành của 100.000 công nhân tại nhà máy xe hơi ZiL tại Moskva, căn cứ của câu lạc bộ Torpedo để thể hiện sự ủng hộ với Streltsov đã không thể diễn ra khi ông bị kết án. Trong khi đó, Ogonkov và Tatushin bị treo giò ba năm, cấm đại diện cho đội tuyển Liên Xô đến hết đời. Trong trại giam, Streltsov trở thành nạn nhân của một tên tội phạm trẻ tuổi, khi phải dành đến bốn tháng trong bệnh viện của nhà tù do chịu đựng những vết thương từ "thanh sắt hoặc gót giày". Quản lý trại sau đó đưa Streltsov vào các trận bóng đá để trấn an các tù nhân vào thời điểm khó khăn. Tù nhân Ivan Lukyanov nhớ lại: "Chúng tôi yêu mến Streltsov và tin rằng ông ấy sẽ trở lại với bóng đá. Và không phải chỉ có chúng tôi nghĩ như thế."
Trong khi đó, đội tuyển Liên Xô đã tới Thụy Điển tham dự World Cup mà không có Streltsov, Ogonkov hay Tatushin. Báo chí thế giới tuyên bố rằng hai trong số các đội cạnh tranh cho chức vô địch đã bị suy yếu nghiêm trọng: Đội tuyển Anh bởi thảm họa hàng không ở Munich và Liên Xô với sự vắng mặt của Streltsov. Kết quả, Liên Xô lọt vào tứ kết, thua 0-2 trước chủ nhà Thụy Điển, đội bóng từng bị chính họ nghiền nát 6-0 nơi Streltsov có trận ra mắt đầu tiên năm 1955. Về phía Torpedo, không có Streltsov, họ thi đấu bạc nhược và rơi từ vị trí thứ hai vào năm 1957 xuống thứ bảy vào năm 1958, mặc dù họ cũng lọt vào trận chung kết Cup Liên Xô trước khi thua Spartak. Cây săn bàn hàng đầu của câu lạc bộ giờ đây đã được gánh vác bởi cầu thủ trẻ 21 tuổi Gennadi Gusarov. Trong thời gian này, ông được đôn lên thi đấu như một cầu thủ chuyên nghiệp. Đội bóng vươn lên vị trí thứ năm vào năm 1959 trước khi giành cú đúp Top League và Cup một năm sau đó, và Gusarov dẫn đầu giải đấu với 20 bàn thắng. Torpedo sau đó kết thúc với vị trí á quân trong mùa giải 1961, Gusarov ghi 22 bàn. Tuy nhiên, họ kết thúc ở giữa bảng xếp hạng sau khi Gusarov bị bán cho Dynamo trong khoảng thời gian 1962 và 1963. Torpedo một lần nữa vươn lên xếp thứ hai vào mùa giải 1964, tuy nhiên để thua trước Dinamo Tbilisi trong trận play-off tranh chức vô địch sau khi cả hai câu lạc bộ kết thúc bằng điểm.

### Mãn hạn tù và trở lại với bóng đá

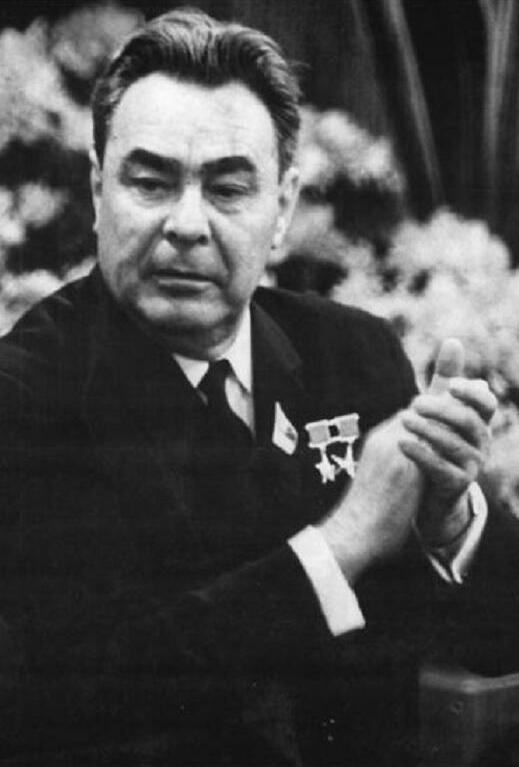
Tổng Bí thư Leonid Brezhnev (ảnh năm 1967) – người có công rất lớn đưa Streltsov trở lại với bóng đá chuyên nghiệp.

#### Thi đấu nghiệp dư
Streltsov được phóng thích vào ngày 4 tháng 2 năm 1963, sớm bảy năm so với bản án mười hai năm phải nhận. Do lệnh cấm chơi bóng chuyên nghiệp, ông bắt đầu phân chia thời gian giữa công việc tại nhà máy ZiL và nghiên cứu về kỹ thuật ô tô tại trường cao đẳng kỹ thuật. Sau mối tình tan vỡ với Alla, ông kết hôn với Raisa Mikhailovna vào tháng 9 năm 1963. Streltsov cũng bắt đầu chơi cho đội nhà máy nghiệp dư, điều này khiến ông thu hút một lượng cổ động viên lớn trong suốt lượt đi và về của giải. Khi đội ZiL tới Gorky chơi một trận đấu trên sân khách vào cuối năm 1964, huấn luyện viên của đội đã nhận được lệnh từ cấp trên không được cho Streltsov vào sân. Khán giả ngay lập tức chú ý đến điểm này. Trong suốt hiệp đấu thứ nhất, họ gây bạo loạn, đe dọa sẽ đốt cháy sân vận động đồng thời hô vang tên của Streltsov. Lo lắng rằng đám đông giận dữ có thể vượt quá giới hạn, giám đốc nhà máy Gorky đã ra lệnh cho huấn luyện viên ZiL cho Streltsov ra sân trong hiệp hai. Khi vừa bước ra sân, cựu tù nhân Gulag đã nhận được sự hoan nghênh nhiệt liệt.
Với Streltsov trong đội, ZiL đã đứng đầu giải đấu nhà máy sau khi chiến thắng tất cả 11 trận đấu. Mặc dù ông không được phép chơi cho Torpedo, tuy nhiên Streltsov cũng dự khá các trận đấu tại câu lạc bộ cũ của mình trong suốt mùa giải. Vào tháng 10 năm 1964, Leonid Brezhnev lên thay Khrushchev làm Tổng Bí thư Đảng Cộng sản. Ngay khi nhậm chức, ông đã nhận một lá thư có chữ ký của hàng chục ngàn người, bao gồm các anh hùng của Lao động cùng các thành viên của Xô viết tối cao Liên Xô, yêu cầu hủy bỏ lệnh cấm thi đấu chuyên nghiệp của Streltsov. Tuy nhiều thành viên trong Đảng đã tỏ ra cảnh giác với sự trở lại của Streltsov, sợ rằng việc đưa ông vào một đội thường xuyên du đấu đến Tây Âu có thể dẫn đến một biến cố tầm cỡ quốc tế, nhưng Brezhnev đã bãi bỏ lệnh cấm, cho rằng với tư cách là một công dân tự do, Streltsov có thể làm bất cứ nghề nào ông muốn. Cuối cùng, ông được xóa án treo giò để trở lại Torpedo trước mùa giải 1965.

#### Trở lại thi đấu chuyên nghiệp
Streltsov trở lại dưới sự ủng hộ nhiệt tình của người hâm mộ. Mặc dù ít nhiều đã mất đi sức mạnh cùng sự nhanh nhẹn, nhưng trí thông minh và khả năng chơi bóng của ông vẫn còn vẹn nguyên. Sự có mặt của Streltsov đã giúp Torpedo giành chức vô địch Liên Xô năm 1965, trong đó Streltsov ghi 12 bàn sau 26 trận đấu. Vào cuối mùa giải, ông đứng thứ hai trong cuộc bầu chọn Cầu thủ xuất sắc nhất năm của Liên Xô, xếp sau người đồng đội ở Torpedo là Valery Voronin. Đó là lần thứ hai Torpedo giành chức vô địch, sau danh hiệu đầu tiên năm năm trước đó, khi Streltsov vẫn còn đang bị tù đày. Streltsov có mặt lần đầu tiên tại một giải đấu liên lục địa vào ngày 28 tháng 9 năm 1966, khi đội của ông để thua 0-1 trước Inter Milan ở cúp châu Âu. Ngày 16 tháng 10 năm 1966, Streltsov được gọi trở lại vào đội tuyển quốc gia Liên Xô trong trận thua 0-2 trên sân nhà trước Thổ Nhĩ Kỳ. Một tuần sau, ông có bàn thắng quốc tế đầu tiên sau khi ra tù trong trận hòa 2-2 trước Đông Đức. Ông cũng góp mặt trong trận thua 0-1 trước Ý hai tuần sau đó. Torpedo lọt vào trận chung kết Cúp Liên Xô năm 1966, nhưng thua 0-2 trước Dynamo. Tuy nhiên, Streltsov cũng kịp lặp lại thành tích 12 bàn thắng do chính ông thiết lập tại Top League mùa giải trước đó.
Streltsov tái lập thành công bản thân trong đội tuyển Liên Xô vào năm sau, khi ông xuất hiện trong tám trận đấu với Đội tuyển Liên Xô, bắt đầu bằng chiến thắng 2-0 trong trận giao hữu trước Scotland ở Glasgow vào tháng 5 năm 1967, ghi được hai bàn cho đội tuyển quốc gia: một bàn trong chiến thắng 4-2 trước Pháp tại Paris vào ngày 3 tháng 6 năm 1967 và một bàn trong chiến thắng 4-3 tại giải vô địch châu Âu trước Áo tám ngày sau đó. Sau khi mất vị trí của mình trong trận đấu tại vòng loại Giải vô địch châu Âu năm 1968 với Phần Lan vào ngày 30 tháng 8 năm 1967, Streltsov tiếp tục bỏ lỡ ba trận đấu tiếp theo của Liên Xô và chỉ trở lại trong trận giao hữu với Bulgaria vào ngày 8 tháng 10, ghi một bàn thắng giúp Liên Xô lội ngược dòng thắng 2-1. Ông tiếp tục thi đấu trong phần còn lại của năm dương lịch đồng thời lập hat-trick vào lưới Chile vào ngày 17 tháng 12. Streltsov được bầu chọn là Cầu thủ xuất sắc nhất của Liên Xô vào cuối mùa giải, Với sáu bàn thắng trong năm 1967, đây là năm ông có số bàn thắng ít nhất rong một mùa tính từ lần ra sân đầu tiên vào năm 1954.
Streltsov không có mặt trong đội hình đội tuyển Liên Xô thi đấu trong ba trận đấu đầu tiên của đội tuyển quốc gia năm 1968. Sau khi góp mặt trong trận thắng giao hữu trên sân nhà trước Bỉ vào tháng Tư, ông có trận thi đấu cuối cùng cho Liên Xô ở trận lượt đi vòng tứ kết Giải vô địch châu Âu vào ngày 4 tháng 5 năm 1968, khi Liên Xô thất bại 0-2 trước Hungary. Liên Xô đã đánh bại Hungary 3-0 tại Moskva một tuần sau đó mà không có Streltsov. Chiến thắng này giúp họ đủ điều kiện vượt qua vòng loại. Streltsov bị loại khỏi đội hình giải đấu và không bao giờ chơi cho Liên Xô nữa. Sự nghiệp thi đấu quốc tế của Streltsov dừng lại ở mốc 25 bàn sau 38 trận. Về phía câu lạc bộ, Torpedo đã giành cúp Liên Xô mùa giải năm 1968, vượt qua FC Pakhtakor Tashkent 1-0 trong trận chung kết. Streltsov vẫn giữ được danh hiệu Cầu thủ xuất sắc nhất năm của Liên Xô sau khi ghi được tổng số bàn thắng trong một mùa cao nhất sự nghiệp (21 bàn). Streltsov sau đó chuyển sang chơi ở vị trí tiền vệ trước mùa giải 1969 và không ghi bàn trong 23 trận đấu trong hai năm cuối cùng. Ông chính thức nói lời giã từ bóng đá vào năm 1970 ở tuổi 33, với kỷ lục 99 bàn thắng sau 222 trận đấu cho Torpedo.

## Sau khi giải nghệ
Streltsov dành cả quãng đời sự nghiệp chơi cho Torpedo. Tuy nhiên đội bóng ông yêu thích lại là Spartak Moskva. Ông liên tục phàn nàn về việc không được chơi cho đội bóng yêu thích của mình. Sau khi nghỉ hưu, Torpedo tiếp tục bỏ tiền ra cho việc học huấn luyện bóng đá tại Viện Văn hóa Thể chất. Streltsov sau đó trở lại Torpedo với tư cách quản lý đội trẻ. Ông cũng tham gia vào các trận đấu dành cho các cựu danh thủ trước khi qua đời vì bệnh ung thư vòm họng vào năm 1990. Người vợ đầu tiên của ông là Alla sau này tiết lộ Streltsov mắc bệnh ung thư do ăn phải thức ăn bị chiếu xạ phục vụ trong tù. Bảy năm sau, người ta nhìn thấy Marina Lebedeva, người phụ nữ mà Streltsov thú nhận đã cưỡng hiếp, đang đặt hoa tại mộ của ông ở Moskva.
Theo quy định của Ủy ban Olympic năm 1956, chỉ có thể trao huy chương vàng cho các thành viên của đội bóng vô địch có mặt trong trận đấu cuối cùng. Vì Streltsov không chơi trận chung kết nên ông không nhận được huy chương. Vì lẽ đó, Streltsov được truy tặng huy chương vàng vào năm 2006, sau khi quy định này được thay đổi, với mục đích cho phép tất cả các thành viên của đội tuyển Olympic đều được nhận huy chương.

## Phong cách chơi bóng và di sản
Nhiều người đánh giá Streltsov là một trong những cầu thủ bóng đá xuât sắc nhất của nước Nga hoặc thậm chí của cả Liên Xô. Nhà báo và tác giả người Anh Jonathan Wilson mô tả ông là "cầu thủ vĩ đại nhất mà nước Nga từng sản sinh ra... Một tiền đạo cao lớn, mạnh mẽ, sở hữu những pha bóng một chạm xuất sắc cùng tư duy bóng đá phi thường", trong khi tác giả người Nga, Alexanderr Nilin viết rằng Streltsov là "cậu bé đến với chúng tôi từ vùng đất kỳ diệu". Phong cách chơi bóng khéo léo, sáng tạo của Streltsov đã giúp ông nổi bật trong thế giới túc cầu Liên Xô, và việc tiên phong sử dụng những đường chuyền bằng gót chân đã khiến tên tuổi ông trở nên nổi tiếng ở Nga, gắn liền với tên gọi "Đường chuyền của Streltsov". Trong buổi bình minh của sự nghiệp, kỹ thuật này kết hợp với tốc độ và thân hình to khỏe đã giúp ông trở thành một cầu thủ toàn diện đáng gờm. Trong những năm cuối sự nghiệp, khi khả năng sử dụng tốc độ và thể lực bị giảm sút, Streltsov chú trọng vào kỹ thuật, trí thông minh trên sân để trở thành một cầu thủ điều tiết trận đấu, chấp nhận lùi xa khung thành và phát động bóng cho đồng đội tấn công thay vì tự mình rê dắt bóng. Thật vậy, trong hai mùa giải cuối cùng của mình, Streltsov đã chơi trong vai trò tiền vệ tấn công hơn là tiền đạo. Mặc dù khoảng cách tám năm là thời gian giữa hai lần gia nhập đội tuyển quốc gia Liên Xô, Streltsov, với biệt danh là "Pelé của nước Nga" vẫn chễm chệ trở thành cầu thủ ghi bàn cao thứ tư tại các trận đấu quốc tế trong lịch sử nước này.

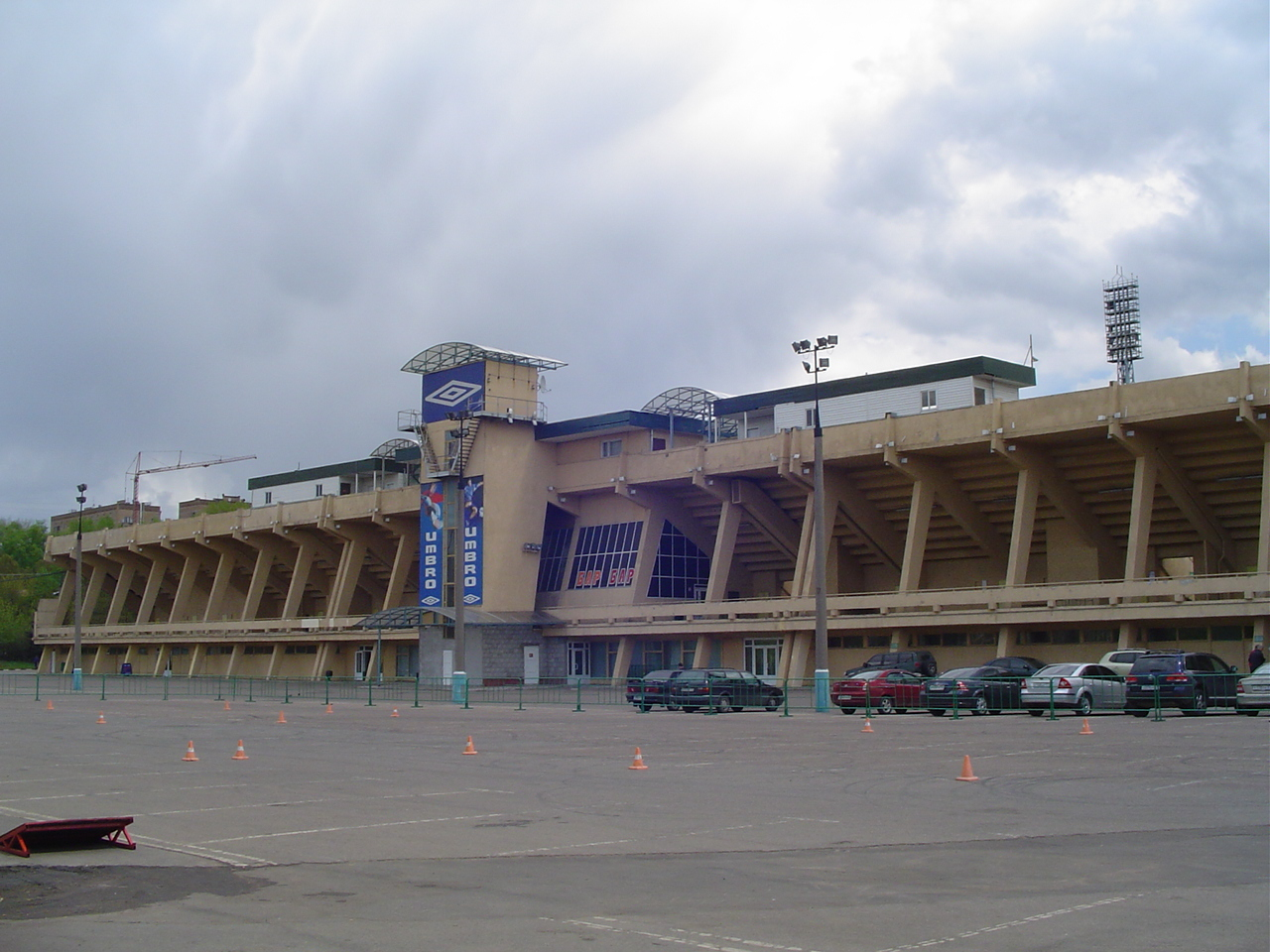
Sân vận động Eduard Streltsov năm 2007

Sân nhà của Torpedo Moskva, Sân vận động Torpedo, đã được đặt lại thành "Sân vận động Eduard Streltsov" vào năm 1996. Một năm sau, Liên đoàn bóng đá Nga cho ra mắt giải thưởng mang tên ông, giải thưởng Strelyets, danh hiệu cá nhân uy tín nhất trong bóng đá Nga, được trao hàng năm cho các quản lý, các cầu thủ tốt nhất ở mỗi vị trí trong các giải bóng đá nước này cho đến khi ngừng trao vào năm 2003. Một bức tượng của Streltsov đã được xây dựng trong Khu liên hợp thể thao Olympic Luzhniki tại Moskva năm 1998, một bức tượng khác cũng được câu lạc bộ Torpedo dựng lên bên ngoài sân vận động mang tên ông một năm sau đó.
Ủy ban Streltsov, cơ quan được thành lập vào năm 2001 nhằm khôi phục danh dự cho Streltsov đã lật tẩy vụ việc năm xưa. Trong một tuyên bố, nhà vô địch cờ vua Anatoly Karpov cho rằng bản án ấy đã ngăn cản Streltsov trở thành cầu thủ giỏi nhất thế giới. Ngân hàng Trung ương Liên bang Nga đã vinh danh Streltsov vào năm 2010, khi họ cho đúc một đồng xu hai rúp mang chân dung của Streltsov. Đồng xu nằm trong bộ sưu tập ba đồng xu của "Những vận động viên xuất sắc nhất nước Nga"; hai đồng xu còn lại mang khuôn mặt của các cầu thủ bóng đá Lev Yashin và Konstantin Beskov.

## Danh hiệu và giải thưởng

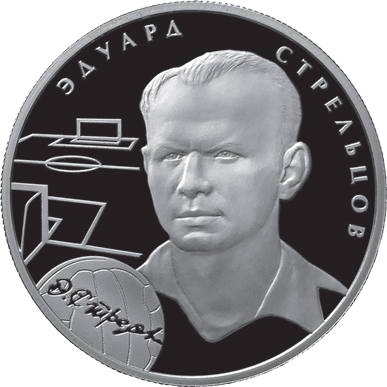
Đồng xu 2 rúp tưởng niệm in hình Streltsov phát hành năm 2010

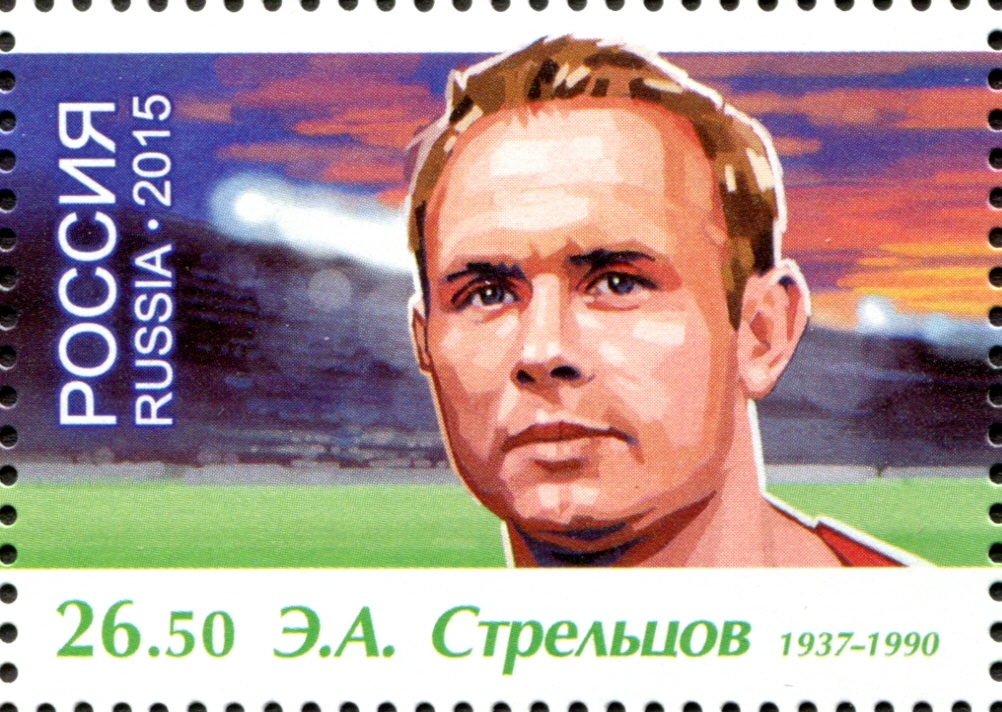
Streltsov xuất hiện trên tem phát hành năm 2016 tại Nga dành cho những "Huyền thoại bóng đá"

### Torpedo Moskva

#### Vô địch
- Giải VĐQG Liên Xô: 1965[25]
- Cúp Liên Xô: 1968[25]

#### Á quân
- Giải VĐQG Liên Xô: 1957[25]
- Cúp Liên Xô: 1966[25]

### Thi đấu quốc tế
- 1955-1968: 38 trận, 25 bàn[19]
- Huy chương vàng Thế vận hội mùa hè: 1956[1]

### Danh hiệu cá nhân
- Cầu thủ xuất sắc nhất năm của Liên Xô: 1967,[15] 1968[15]
- Cầu thủ ghi bàn hàng đầu Liên Xô: 1955 (15 bàn sau 22 trận)[6]
- Ballon d'Or: vị trí thứ 13 (1956),[8] vị trí thứ 7 (1957)[1][9]

## Thống kê sự nghiệp
| Sự nghiệp câu lạc bộ | Sự nghiệp câu lạc bộ | Sự nghiệp câu lạc bộ | Giải      | Giải      | Cúp         | Cúp         | Cúp           | Cúp           | Cúp châu lục | Cúp châu lục | Tổng | Tổng |
| Mùa giải             | CLB                  | Giải đấu             | Trận      | Bàn       | Trận        | Bàn         | Trận          | Bàn           | Trận         | Bàn          | Trận | Bàn  |
| Soviet Union         | Soviet Union         | Soviet Union         | Giải VĐQG | Giải VĐQG | Cúp Liên Xô | Cúp Liên Xô | Cúp Liên đoàn | Cúp Liên đoàn | Cúp Châu Âu  | Cúp Châu Âu  | Tổng | Tổng |
| -------------------- | -------------------- | -------------------- | --------- | --------- | ----------- | ----------- | ------------- | ------------- | ------------ | ------------ | ---- | ---- |
| 1954                 | Torpedo Moskva       | Giải VĐQG Liên Xô    | 22        | 4         | –           | –           | –             | –             | –            | –            | 22   | 4    |
| 1955                 | Torpedo Moskva       | Giải VĐQG Liên Xô    | 22        | 15        | –           | –           | –             | –             | –            | –            | 22   | 15   |
| 1956                 | Torpedo Moskva       | Giải VĐQG Liên Xô    | 22        | 12        | –           | –           | –             | –             | –            | –            | 22   | 12   |
| 1957                 | Torpedo Moskva       | Giải VĐQG Liên Xô    | 15        | 12        | –           | –           | –             | –             | –            | –            | 15   | 12   |
| 1958                 | Torpedo Moskva       | Giải VĐQG Liên Xô    | 8         | 5         | –           | –           | –             | –             | –            | –            | 8    | 5    |
| 1959                 | không rõ             | không rõ             | –         | –         | –           | –           | –             | –             | –            | –            | –    | –    |
| 1960                 | không rõ             | không rõ             | –         | –         | –           | –           | –             | –             | –            | –            | –    | –    |
| 1961                 | không rõ             | không rõ             | –         | –         | –           | –           | –             | –             | –            | –            | –    | –    |
| 1962                 | không rõ             | không rõ             | –         | –         | –           | –           | –             | –             | –            | –            | –    | –    |
| 1963                 | không rõ             | không rõ             | –         | –         | –           | –           | –             | –             | –            | –            | –    | –    |
| 1964                 | không rõ             | không rõ             | –         | –         | –           | –           | –             | –             | –            | –            | –    | –    |
| 1965                 | Torpedo Moskva       | Giải VĐQG Liên Xô    | 26        | 12        | –           | –           | –             | –             | –            | –            | 26   | 12   |
| 1966                 | Torpedo Moskva       | Giải VĐQG Liên Xô    | 31        | 12        | –           | –           | –             | –             | 2            | 0            | 33   | 12   |
| 1967                 | Torpedo Moskva       | Giải VĐQG Liên Xô    | 20        | 6         | –           | –           | –             | –             | 4            | 3            | 24   | 9    |
| 1968                 | Torpedo Moskva       | Giải VĐQG Liên Xô    | 33        | 21        | 6           | 3           | –             | –             | 3            | 0            | 42   | 24   |
| 1969                 | Torpedo Moskva       | Giải VĐQG Liên Xô    | 11        | 0         | –           | –           | –             | –             | –            | –            | 11   | 0    |
| 1970                 | Torpedo Moskva       | Giải VĐQG Liên Xô    | 12        | 0         | –           | –           | –             | –             | –            | –            | 12   | 0    |
| Quốc gia             | Liên Xô              | Liên Xô              | 222       | 99        | 6           | 3           | –             | –             | 9            | 3            | 237  | 105  |
| Tổng                 | Tổng                 | Tổng                 | 222       | 99        | 6           | 3           | –             | –             | 9            | 3            | 237  | 105  |

| ĐTQG Liên Xô | ĐTQG Liên Xô | ĐTQG Liên Xô |
| Năm          | Trận         | Bàn          |
| ------------ | ------------ | ------------ |
| 1955         | 4            | 7            |
| 1956         | 8            | 4            |
| 1957         | 8            | 7            |
| 1958         | 1            | 0            |
| 1959         | 0            | 0            |
| 1960         | 0            | 0            |
| 1961         | 0            | 0            |
| 1962         | 0            | 0            |
| 1963         | 0            | 0            |
| 1964         | 0            | 0            |
| 1965         | 0            | 0            |
| 1966         | 3            | 1            |
| 1967         | 12           | 6            |
| 1968         | 2            | 0            |
| Tổng         | 38           | 25           |

### Sự nghiệp quốc tế
Tỉ số và kết quả được liệt kê theo thứ tự Liên Xô trước, đối thủ sau.
| #   | Ngày                      | Địa điểm                                   | Đối thủ                | Tỉ số | Kết quả | Giải đấu                 |
| --- | ------------------------- | ------------------------------------------ | ---------------------- | ----- | ------- | ------------------------ |
| 1.  | ngày 26 tháng 6 năm 1955  | Sân vận động Råsunda, Stockholm            | Thụy Điển              | 1–0   | 6–0     | Giao hữu                 |
| 2.  | ngày 26 tháng 6 năm 1955  | Sân vận động Råsunda, Stockholm            | Thụy Điển              | 2–0   | 6–0     | Giao hữu                 |
| 3.  | ngày 26 tháng 6 năm 1955  | Sân vận động Råsunda, Stockholm            | Thụy Điển              | 4–0   | 6–0     | Giao hữu                 |
| 4.  | ngày 16 tháng 9 năm 1955  | Sân vận động Dynamo, Moskva                | Ấn Độ                  | 2–0   | 11–1    | Giao hữu                 |
| 5.  | ngày 16 tháng 9 năm 1955  | Sân vận động Dynamo, Moskva                | Ấn Độ                  | 4–0   | 11–1    | Giao hữu                 |
| 6.  | ngày 16 tháng 9 năm 1955  | Sân vận động Dynamo, Moskva                | Ấn Độ                  | 7–0   | 11–1    | Giao hữu                 |
| 7.  | ngày 23 tháng 10 năm 1955 | Sân vận động Dynamo, Moskva                | Pháp                   | 1–1   | 2–2     | Giao hữu                 |
| 8.  | ngày 23 tháng 5 năm 1956  | Sân vận động Dynamo, Moskva                | Đan Mạch               | 3–0   | 5–1     | Giao hữu                 |
| 9.  | ngày 15 tháng 9 năm 1956  | Niedersachsenstadion, Hannover             | Tây Đức                | 1–0   | 2–1     | Giao hữu                 |
| 10. | ngày 24 tháng 11 năm 1956 | Olympic Park Stadium, Melbourne            | United Team of Germany | 2–0   | 2–1     | Thế vận hội Mùa hè 1956  |
| 11. | ngày 5 tháng 12 năm 1956  | Olympic Park Stadium, Melbourne            | Bulgaria               | 1–1   | 2–1     | Thế vận hội Mùa hè 1956  |
| 12. | ngày 1 tháng 6 năm 1957   | Sân vận động Trung tâm Lenin, Moskva       | România                | 1–1   | 1–1     | Giao hữu                 |
| 13. | ngày 21 tháng 7 năm 1957  | Sân vận động Quốc gia Vasil Levski, Sofia  | Bulgaria               | 1–0   | 4–0     | Giao hữu                 |
| 14. | ngày 21 tháng 7 năm 1957  | Sân vận động Quốc gia Vasil Levski, Sofia  | Bulgaria               | 3–0   | 4–0     | Giao hữu                 |
| 15. | ngày 15 tháng 8 năm 1957  | Sân vận động Olympic Helsinki, Helsinki    | Phần Lan               | 6–0   | 10–0    | Vòng loại World Cup 1958 |
| 16. | ngày 15 tháng 8 năm 1957  | Sân vận động Olympic Helsinki, Helsinki    | Phần Lan               | 8–0   | 10–0    | Vòng loại World Cup 1958 |
| 17. | ngày 22 tháng 9 năm 1957  | Népstadion, Budapest                       | Hungary                | 2–1   | 2–1     | Giao hữu                 |
| 18. | ngày 24 tháng 11 năm 1957 | Zentralstadion, Leipzig                    | Ba Lan                 | 1–0   | 2–1     | Vòng loại World Cup 1958 |
| 19. | ngày 23 tháng 10 năm 1966 | Sân vận động Trung tâm Lenin, Moskva       | Đông Đức               | 1–0   | 2–2     | Giao hữu                 |
| 20. | ngày 3 tháng 6 năm 1967   | Sân vận động Công viên các Hoàng tử, Paris | Pháp                   | 4–2   | 4–2     | Giao hữu                 |
| 21. | ngày 11 tháng 6 năm 1967  | Sân vận động Trung tâm Lenin, Moskva       | Áo                     | 4–3   | 4–3     | Vòng loại Euro 1968      |
| 22. | ngày 8 tháng 10 năm 1967  | Sân vận động Quốc gia Vasil Levski, Sofia  | Bulgaria               | 1–1   | 2–1     | Giao hữu                 |
| 23. | ngày 17 tháng 12 năm 1967 | Sân vận động Quốc gia Chile, Santiago      | Chile                  | 2–0   | 4–1     | Giao hữu                 |
| 24. | ngày 17 tháng 12 năm 1967 | Sân vận động Quốc gia Chile, Santiago      | Chile                  | 3–0   | 4–1     | Giao hữu                 |
| 25. | ngày 17 tháng 12 năm 1967 | Sân vận động Quốc gia Chile, Santiago      | Chile                  | 4–0   | 4–1     | Giao hữu                 |

### Báo chí
- O'Flynn, Kevin (ngày 26 tháng 8 năm 2001). "Loyal fans fight to clear name of Russia's Pelé". The Observer. Truy cập ngày 6 tháng 11 năm 2009.{{Chú thích báo}}:  Quản lý CS1: ref trùng mặc định (liên kết)
- Рыжков, Алексей (Rizhkov, Aleksey) (ngày 28 tháng 5 năm 2008). "Эдуард Стрельцов: критическая высота полета". Новая (Novaya) (bằng tiếng Nga). Truy cập ngày 6 tháng 11 năm 2009.{{Chú thích báo}}:  Quản lý CS1: nhiều tên: danh sách tác giả (liên kết)
- Wilson, Jonathan (ngày 14 tháng 12 năm 2006). "Was Streltsov really the glorious martyr Russian football demands?". The Guardian. Truy cập ngày 3 tháng 8 năm 2008.

### Sách
- Kuper, Simon (1998). Football Against The Enemy. London: Phoenix. ISBN 0-7538-0523-5.
- Нилин, Александр (Nilin, Aleksandr) (2002). Стрельцов: Человек без локтей (bằng tiếng Nga). Москва (Moscow): Молодая гвардия (Molodaya Gvardiya). ISBN 5-235-02438-9.{{Chú thích sách}}:  Quản lý CS1: nhiều tên: danh sách tác giả (liên kết)